# Altopiano dell'Ėl'gi
L'Altopiano dell'Ėl'gi (in russo Эльгинское плоскогорье?, Ėl'ginskoe ploskogor'e; in lingua sacha: Эльгэ хаптал хайалаах сир) è una zona rilevata della Siberia Orientale compresa nella parte centrale degli Altopiani della Jana e di Ojmjakon. Si trova nel territorio della Repubblica Autonoma della Sacha-Jacuzia.
L'altopiano si trova nel bacino dei fiumi Ėl'gi e Delin'ja tra le catene dei monti di Verchojansk, a ovest, e dei monti Čerskij, a est. Le altezze prevalenti vanno dai 1 200 ai 1 400 m, con picchi di 1 590 m. Ci sono molti laghi e torbiere. L'altopiano è composto da siltiti e arenarie.
La vegetazione è quella tipica della tundra. Sulle pendici cresce il pino nano siberiano, nelle valli ci sono boschi di larici, nelle pianure alluvionali boschetti di salici e pioppi. La tundra lichenica rocciosa predomina sulle cime.